# Chrysodeixis cohaerens
Chrysodeixis cohaerens är en fjärilsart som beskrevs av Schultz 1907. Chrysodeixis cohaerens ingår i släktet Chrysodeixis och familjen nattflyn. Inga underarter finns listade i Catalogue of Life.